# Cosme Velho
Cosme Velho es un barrio de clase media y media-alta de la Zona Sur de la ciudad de Río de Janeiro, Brasil. 
Su calle principal es la Rua Cosme Velho, continuación de Rua das Laranjeiras. Entre ambas arterias conforman la vía de acceso a la estación Ferro do Corcovado, uno de los lugares de Río más transitados por los turistas que llegan de todas partes del mundo, ya que es la estación desde donde parte el tren que lleva al Cristo Redentor.

## Ubicación
Está situado entre los cerros Corcovado y Dona Marta, ocupando la parte más alta del valle del río Carioca.
Integra la Región Administrativa IV (Botafogo) junto a los barrios Botafogo, Catete, Flamengo, Glória, Humaitá, Laranjeiras y Urca, ocupando un área de 89,25 hectáreas.
El 74,51 por ciento de su territorio se encuentra urbanizado y/o alterado.
Limita con los barrios Santa Teresa, Laranjeiras, Humaitá y Alto da Boa Vista.

## Demografía
De acuerdo con el censo de 2000, en el barrio viven 7.229 personas, con una densidad poblacional de 81 habitantes por hectárea. La población masculina es de 3.353 personas y la femenina de 3.876, lo que hace una razón de sexo de 86,5 hombres cada cien mujeres. Hay un total de 2.271 domicilios, de los cuales 294 tienen un solo morador, en 529 viven dos personas, 505 con tres personas, 478 con cuatro personas y 400 con cinco o más.
En el barrio hay dos escuelas municipales, con un total de 171 alumnos.

## Historia

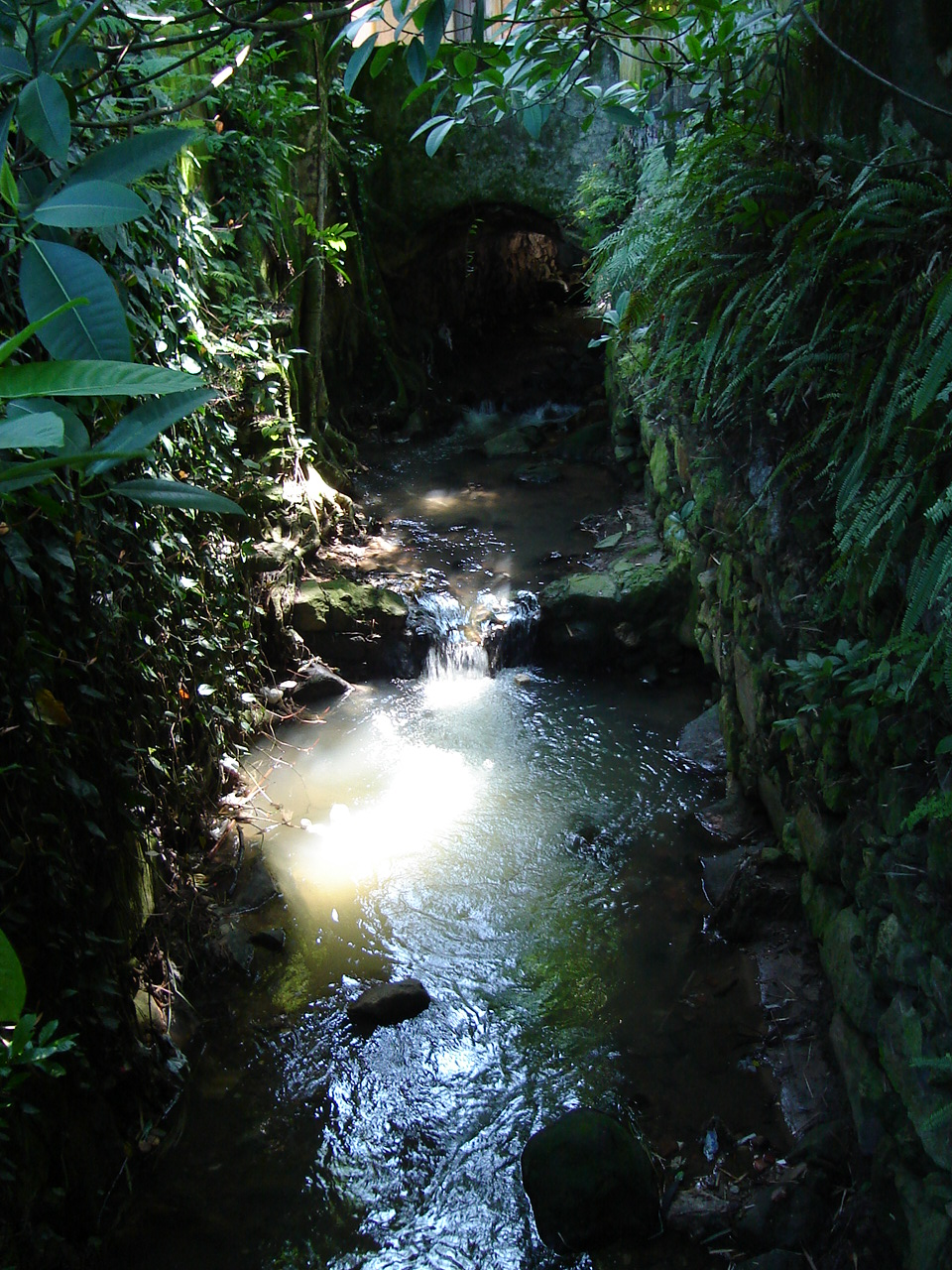
El río Carioca en el largo do Boticário.

En el terreno superior del valle de las Laranjeiras, junto a las laderas del Corcovado y la Serra da Carioca, existía una zona de densa floresta. En el siglo XVII, la región fue desmalezada para la instalación de granjas. En 1727, el comerciante portugués Cosme Velho Pereira compró una chacra que daba a la calle pública (actualmente Rua Cosme Velho). Entonces el barrio era conocido con el nombre Águas Férreas, pero luego adoptaría su actual denominación en honor a quien fuera dueño de la mayoría de las tierras de la zona.

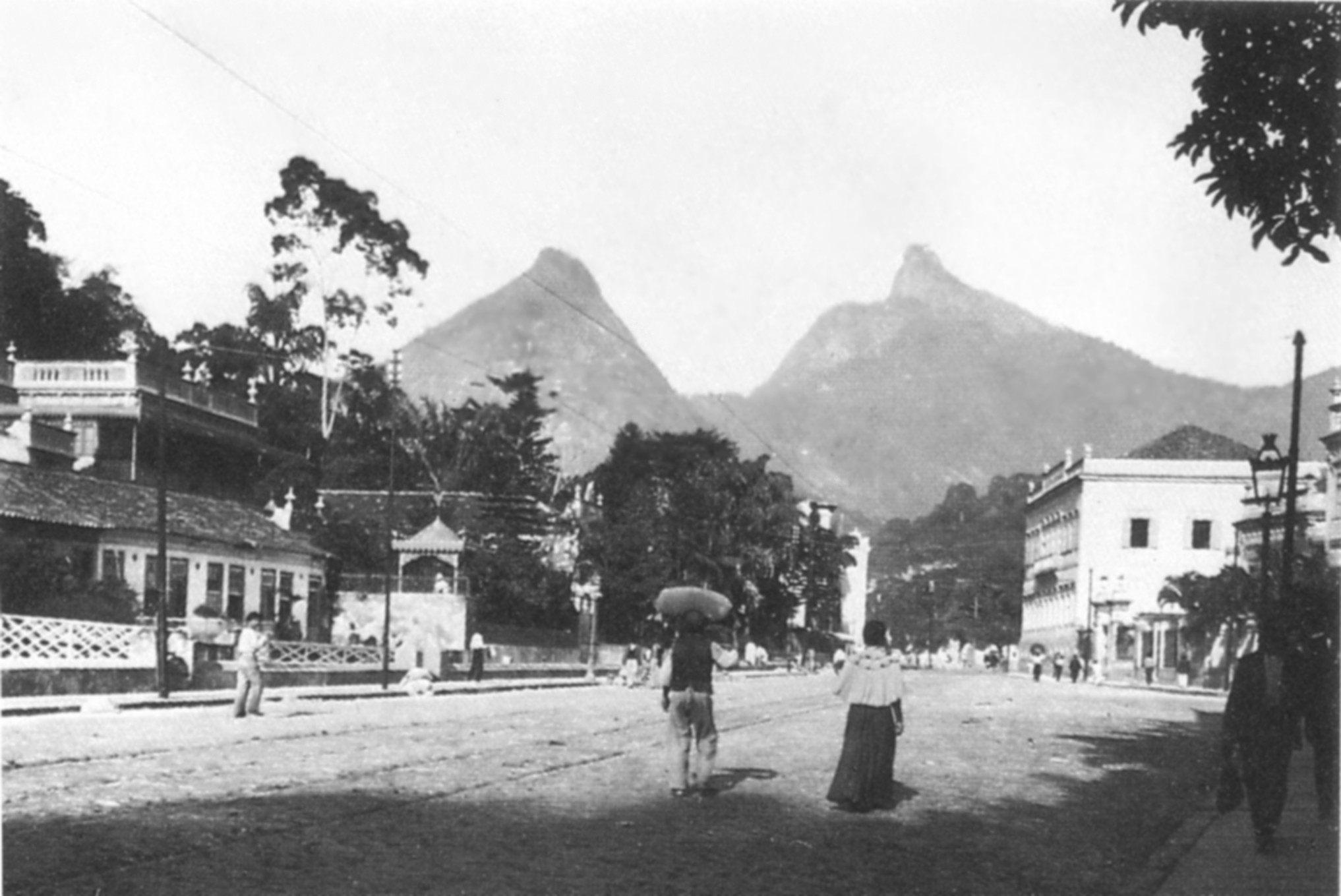
El barrio en el.

El cerro del Corcovado ya recibía excursionistas que se aventuraban por la entonces complicada escalada hasta su cima. En las inmediaciones los esclavos se refugiaban en los llamados quilombos, escondidos en la densa mata y durmiendo en cuevas. El más famoso era el quilombo del Corcovado, compuesto por esclavos, soldados desertores y colonos desocupados, que asaltaban a la población de la zona. En 1829, la polícía terminó con esos quilombos.
Con la inauguración de la Estrada de Ferro Corcovado, Cosme Velho se convirtió en la puerta de entrada del Cristo Redentor. La tranquilidad del barrio desaparecería definitivamente con la apertura del túnel Rebouças, en 1965, que estableció una comunicación rápida entre la Zona Norte y Lagoa, para llegar a los otros barrios de la Zona Sur.
En las décadas de 1960 y 1970, las inmobiliarias derrumbaron antiguos solares y erigieron edificios de departamentos, mientras se aceleraba el proceso de favelización de las laderas de los morros de la zona.

## Pobladores famosos
Además de Cosme Velho Pereira, otros habitantes famosos del barrio fueron el escritor Machado de Assis, el barón Smith de Vasconcelos, Joaquim da Silva Souto (propietario del Largo do Boticário), el poeta Manuel Bandeira, el pintor Candido Portinari, la poetisa Cecília Meireles, el escritor y sociólogo Euclides da Cunha y el cantante Henrique George Mautner, entre otros.

## Lugares destacados
- Estación Ferro do Corcovado, desde donde parte el tren que lleva al Cristo Redentor.
- Largo do Boticário, compuesto por un grupo de casas de estilo neocolonial de la década del '20.
- Museo Internacional de Arte Naif de Brasil, con más de 6.000 obras de pintores de Brasil y de más de cien países.[6]
- Iglesia São Judas Tadeu.
- Colégio Sion.
- Colégio São Vicente de Paula.
- Casa do Minho, fundada en 1924 para promover la fraternidad entre Portugal y Brasil.[7]